# 毛细上升区

毛細管邊緣（Capillary fringe）的示意圖。

毛細管邊緣是指一些比地下水位还高的時候。通常是因为在地下水和土壤的交界处有一些毛状的裂縫，而产生毛细现象。通常这种毛细现象只有几英吋而已。毛細管邊緣區域只佔整層的少部分原因是受最大的孔隙大小限制（孔隙過大毛細力降低），如果孔隙相對均勻較小的話，是有機會使整個毛細區域超過地下水面數英尺（約30公分到60公分）。